# پل مارچیونی
پل مارچیونی (انگلیسی: Paul Marchioni؛ زادهٔ ۱ ژانویهٔ ۱۹۵۵) بازیکن فوتبال اهل فرانسه است.
از باشگاه‌هایی که در آن بازی کرده‌است می‌توان به باشگاه فوتبال باستیا و باشگاه فوتبال نیس اشاره کرد.